# Експлуатаційне кіно
Експлуатаційне кіно (англ. exploitation film) — жанрові фільми, які експлуатують яку-небудь популярну тему з метою швидкого заробітку. Термін «експлуатація» в кіноіндустрії позначає рекламу та розкрутку (промоушн). Фільми, які називають експлуатаційними, залучають глядача в основному саме сенсаційної рекламою і яскравими постерами, а сама якість фільму другорядна, оскільки головне для продюсерів — привернути глядача. Теми подібних фільмів нерідко пов'язані з сексом і насильством, але в той же час це абсолютно не обов'язкова умова. Таким чином, експлуатаційне кіно — це і маркетингова характеристика, і кінокатегорія, що охоплює безліч різних жанрів, від  комедій і фільмів жахів до бойовиків і мелодрам. Знімати такі фільми економічно вигідно для продюсерів, оскільки при малих затратах вони і знімаються дуже швидко, і швидко окупаються в прокаті.
Друге значення — коли за терміном «exploitation movies» бачать тільки сексуальну експлуатацію — не зовсім вірно, оскільки «експлуатаційне кіно» — це дуже широке кінознавче поняття, що має відношення перш за все не до тематики фільмів, а до їх виробництва. У той же час, вважати це трактування помилковим не варто, але потрібно враховувати, що воно позначає не виробничу характеристику, а тематичну, тобто розглядає поняття в більш вузькому сенсі.
Одним із синонімів для тієї частини «експлуатаційного кіно», яка не відповідала нормам «гарного смаку» і/або була вельми халтурно зроблена, був термін trash movies («кіномотлоху»). До кінця 1980-х років термін майже перестав використовуватися — після того, як академічний кіносвіт, раніше заперечував такі фільми, нарешті «визнав» їх. Таким чином, з плином часу феномен експлуатаційного кіно, яке в момент виходу на екрани було популярним лише серед найневибагливіших глядачів і певної цільової аудиторії, перейшло зі «сміттєвої» категорії в категорію культового кіно. Коли вперше з'явився цей неофіційний термін «trash» і в чиїй саме рецензії, сказати складно, але в середині XX століття він вже існував.